# Marie-Pierre Duros
Marie-Pierre Duros (Francia, 7 de junio de 1967) es una atleta francesa retirada especializada en la prueba de 3000 m, en la que consiguió ser campeona mundial en pista cubierta en 1991.

## Carrera deportiva
En el Campeonato Mundial de Atletismo en Pista Cubierta de 1991 ganó la medalla de oro en los 3000 metros, llegando a meta en un tiempo de 8:50.69 segundos, por delante de la rumana Margareta Keszeg y la soviética Lyubov Kremlyova (bronce).